# Démocratisation
 (décembre 2023).
Motif : Quel(s) sujet(s) sont admissible(s), i.e. documenté(s) par des sources secondaires centrées ?
 (décembre 2018).
Si vous disposez d'ouvrages ou d'articles de référence ou si vous connaissez des sites web de qualité traitant du thème abordé ici, merci de compléter l'article en donnant les références utiles à sa vérifiabilité et en les liant à la section « Notes et références ».
La démocratisation est en premier lieu un processus au terme duquel un régime politique devient plus démocratique. Le concept a été étendu au domaine économique, pour désigner la généralisation de la diffusion d’un produit ou d’un bien.

## Science politique

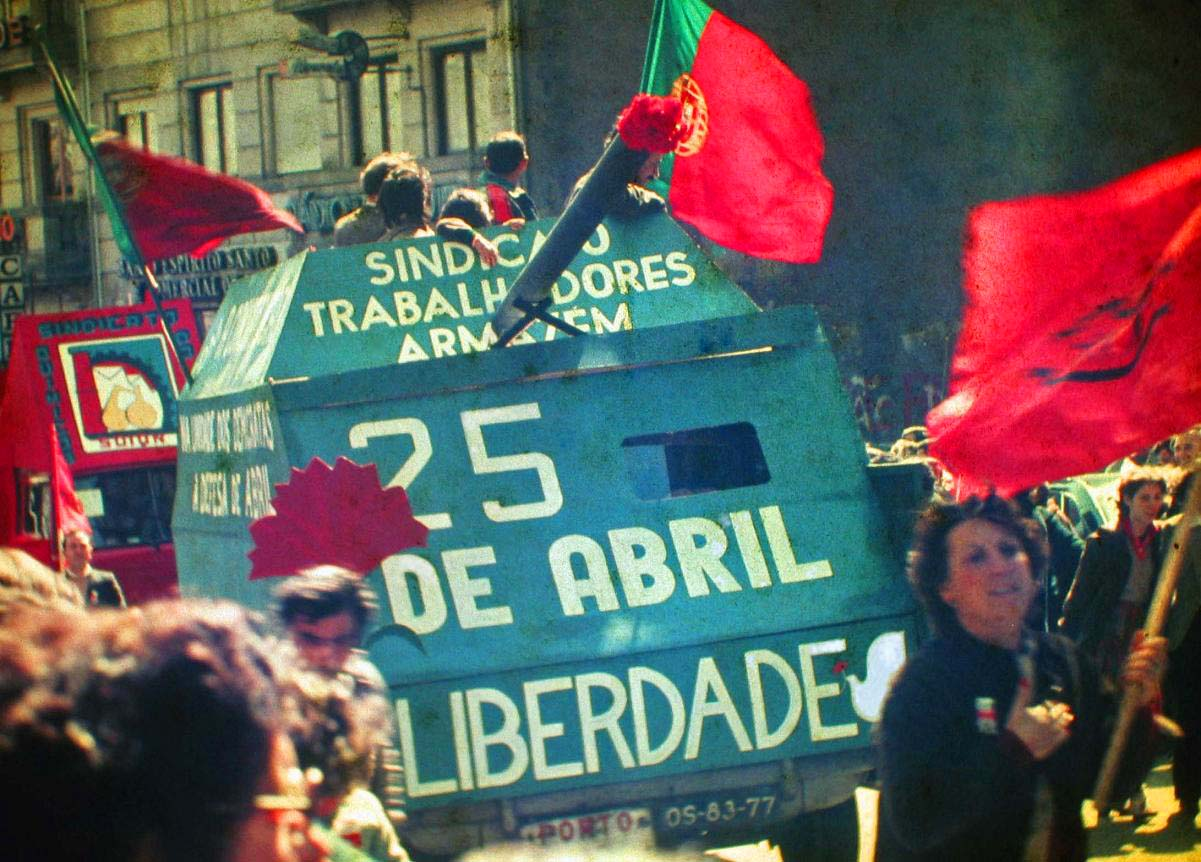
Révolution des Œillets, au Portugal, mettant fin au régime salazariste pour entamer la démocratisation du pays.

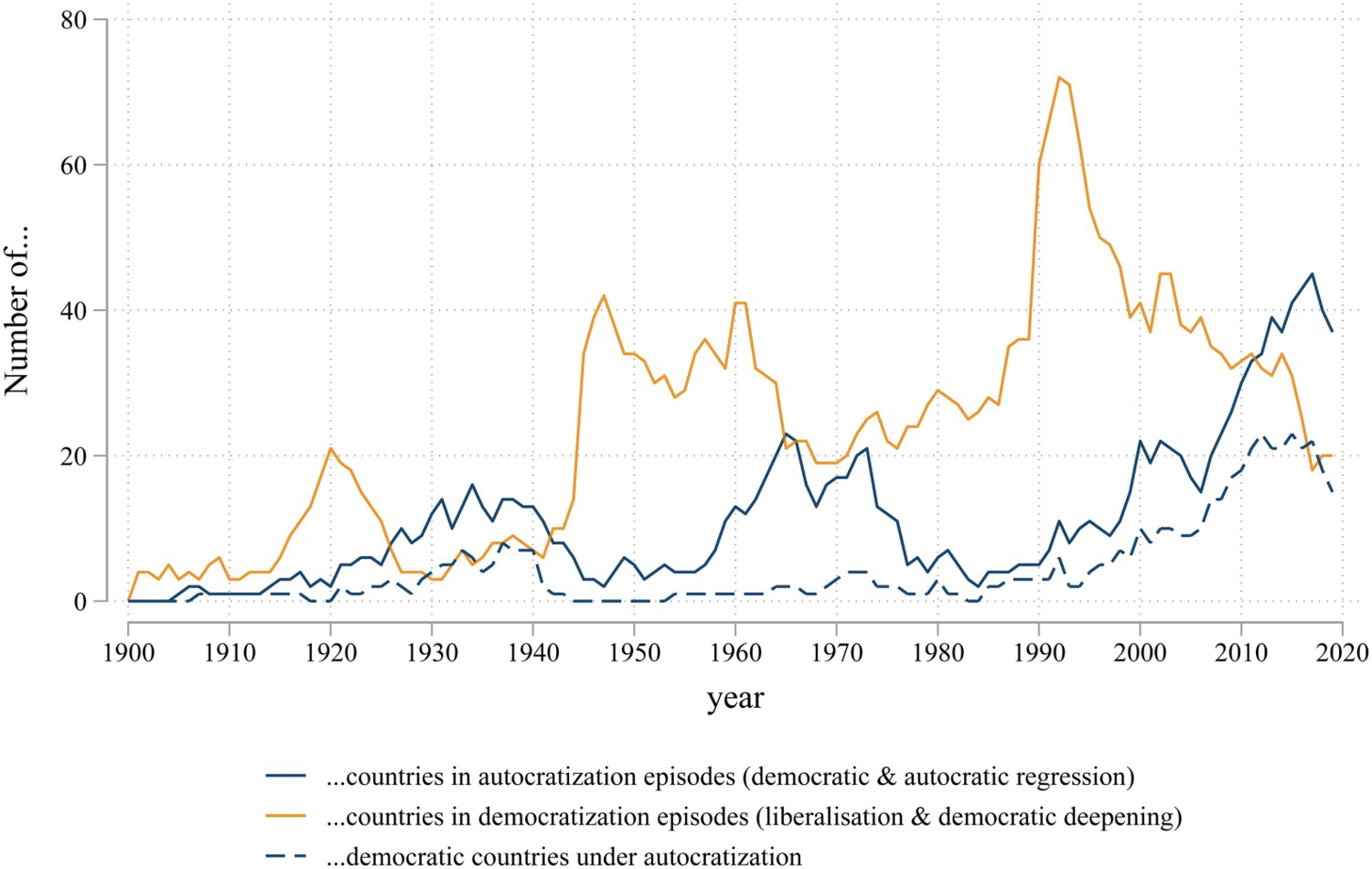
Depuis c. 2010, le nombre de pays en voie d'autocratisation (en bleu) est plus grand que celui de ceux en voie de démocratisation (en jaune).

En science politique, la démocratisation est le renforcement du caractère démocratique d'un régime politique, où le choix du peuple est tout du moins partiellement pris en compte dans la vie politique, à travers divers systèmes tels que le recours à démocratie participative ou le tirage au sort. On parle alors de transition démocratique pour qualifier une transformation progressive des institutions depuis un régime arbitraire (dictature, monarchie, oligarchie ou aristocratie) vers un État de droit. La démocratisation est un processus prenant des formes multiples depuis l'Antiquité, le terme démocratie tirant lui-même son origine de la démocratie athénienne. Néanmoins, la démocratie étant définie comme la participation des citoyens au processus de décision politique, certains régimes auparavant considérés comme des démocraties ne le seraient sans doute aujourd'hui qu'avec nuance, à l'exemple d'Athènes elle-même, où les femmes, les métèques et les esclaves étaient exclus de tout pouvoir décisionnaire dans la cité.

### Histoire des principales vagues de démocratisation modernes
Il est à noter que la démocratisation est un processus de longue durée, l'instabilité politique occasionnée par les renversements de régime ou les coups d'État étant rarement propice à l'instauration d'une démocratie stable. Ainsi, la majeure partie des territoires ayant achevé leur démocratisation l'ont obtenue par de lentes mutations politiques. On peut citer l'exemple de la France, où la Troisième République, premier régime démocratique stable, s'impose après près d'un siècle de contestations du pouvoir monarchique, siècle par ailleurs émaillé de nombreux projets politiques partiellement démocratiques mais instables, tels que la monarchie de Juillet ou la Deuxième République. À l'inverse, les révolutions revendiquant des valeurs démocratiques et les mutations brusques qu'elle amorcent, en fort contraste avec le régime précédent, conduisent bien souvent à une instabilité accrue et à un retour de l'autoritarisme, à l'exemple de la révolution d'Octobre, qui entraîne par la suite l'arrivée du stalinisme, ou bien des États post-coloniaux, dont le désir d'indépendance, généralement mû par un idéal de souveraineté nationale et populaire, est souvent suivi d'un retour du pouvoir autoritaire, voire d'une junte militaire.
Selon le modèle défendu par le politologue américain Samuel Huntington, il est possible de distinguer trois vagues distinctes dans le processus de démocratisation politique, comme suit.

#### Première vague (XVIIIesiècle– Première Guerre mondiale)
Sous l'impulsion des idées des Lumières se développe en Europe puis en Amérique du Nord une certaine contestation du système monarchique alors en vigueur. De là naît une première vague de démocratisation qui débute à la Déclaration d'indépendance des États-Unis en 1776. Elle se poursuit ensuite par la Révolution française à partir de 1789 et connaît une progressive diffusion à l'intégralité du monde occidental tout au long du XIXe siècle. Elle atteint la majorité des pays industrialisés à la fin de la Première Guerre mondiale avec le Traité de Versailles, qui met un terme aux empires allemand et austro-hongrois. Cette vague prend définitivement fin dans les années 1930 avec la montée des autoritarismes tels que le fascisme, le nazisme, et le stalinisme.

#### Deuxième vague (Seconde Guerre mondiale – années 1970)
Encouragé par des mouvements indépendantistes dans plusieurs colonies européennes principalement asiatiques et africaines au lendemain de la Seconde Guerre mondiale, le processus de démocratisation connaît une deuxième vague qui accompagne la décolonisation. Ce mouvement est toutefois rapidement entravé par des conflits internes dans les anciennes colonies, aboutissant à la mise en place de régimes autoritaires dans nombre d'entre elles.

#### Troisième vague (à partir des années 1970)
Initiée dans les années 1970 en Europe du Sud, la troisième vague fait tomber les derniers régimes autoritaires d'Europe et fait rapidement entrer ces pays dans la sphère occidentale :
- Au Portugal, l'Estado Novo, régime autoritaire de Salazar, laisse place à une progressive démocratisation du pays, à la suite de la révolution des Œillets, en 1974, et du Processus révolutionnaire en cours ;
- En Grèce, la dictature des colonels est renversée dans les mêmes années après la crise chypriote ;
- En Espagne, le régime de Franco entame à sa mort, en 1975, une transition démocratique[3].

Cette troisième vague se propage ensuite dans les années 1980 et 1990 à l'Amérique latine, l'Europe de l'Est et l'Europe centrale, puis à l'Asie du Sud-Est et l'Afrique subsaharienne. Elle tend aujourd'hui à se généraliser, sous la pression des institutions internationales et des populations, quoique pouvant également subir des reculs notables, à l'exemple du coup d'État de 2021 en Birmanie.

## Économie

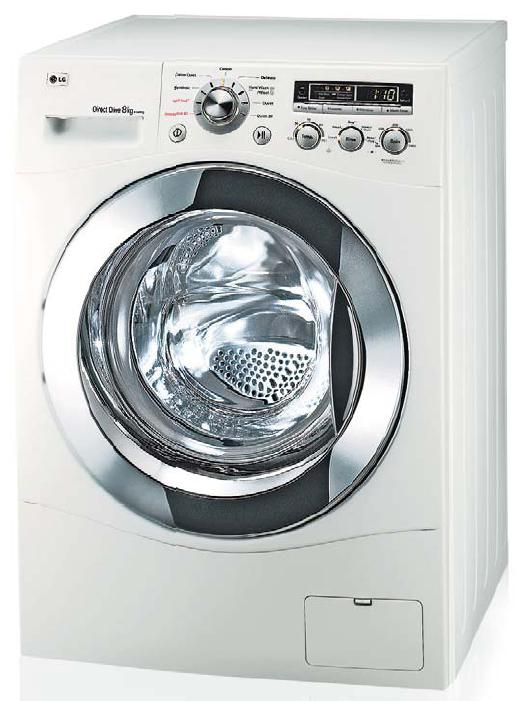
Lave-linge, objet démocratisé par l'arrivée de la société de consommation, qui se généralise à partir des années 1950.

Au sens économique du terme, la démocratisation désigne un processus particulier d'évolution de la consommation, par lequel l'accès à un produit — bien ou service —, auparavant restreint à une faible proportion de la population par son coût élevé, se voit facilité par une importante baisse des prix ou une hausse des revenus : démocratisation de l'enseignement, du sport, des loisirs, du système de santé, etc. Il s'agit en somme d'un processus d'ouverture égale au plus grand nombre. Les grandes écoles, sous le feu de critiques quant à leur endogamie sociale, sont ainsi un exemple de cette démarche face au constat d'une importante inégalité d'accès à leurs cursus.

### Critique
On pourrait avancer que cet usage du terme procède d'un glissement de sens, exploitant la connotation positive du terme démocratie pour donner une image favorable à un phénomène pourtant non univoque, et de prime abord plutôt éloigné de l'idée de gouvernement par le peuple. Le terme popularisation, dénué de tels jugements de valeur, apparaîtrait alors comme plus neutre et plus objectif.
Quoique cette démocratisation économique puisse donc être sujette à controverse, elle s'est malgré tout généralisée pour désigner ce phénomène,. On peut d'ailleurs nuancer cette critique en liant cet emploi au premier sens du terme puisque rendre un bien ou un service accessible au plus grand nombre peut en quelque sorte revenir à donner le pouvoir de décision au peuple quant à ce même produit[réf. nécessaire] : diverses écoles de pensée économique admettent effectivement l'influence de la demande d'un produit sur son offre. Quoique ce point puisse être contesté, il semble, dans ce cadre de pensée, qu'une forme de gouvernement par le peuple puisse se mettre en place, le large panel de la population ayant accès au produit influençant par ce biais le produit lui-même.